# Lesbia

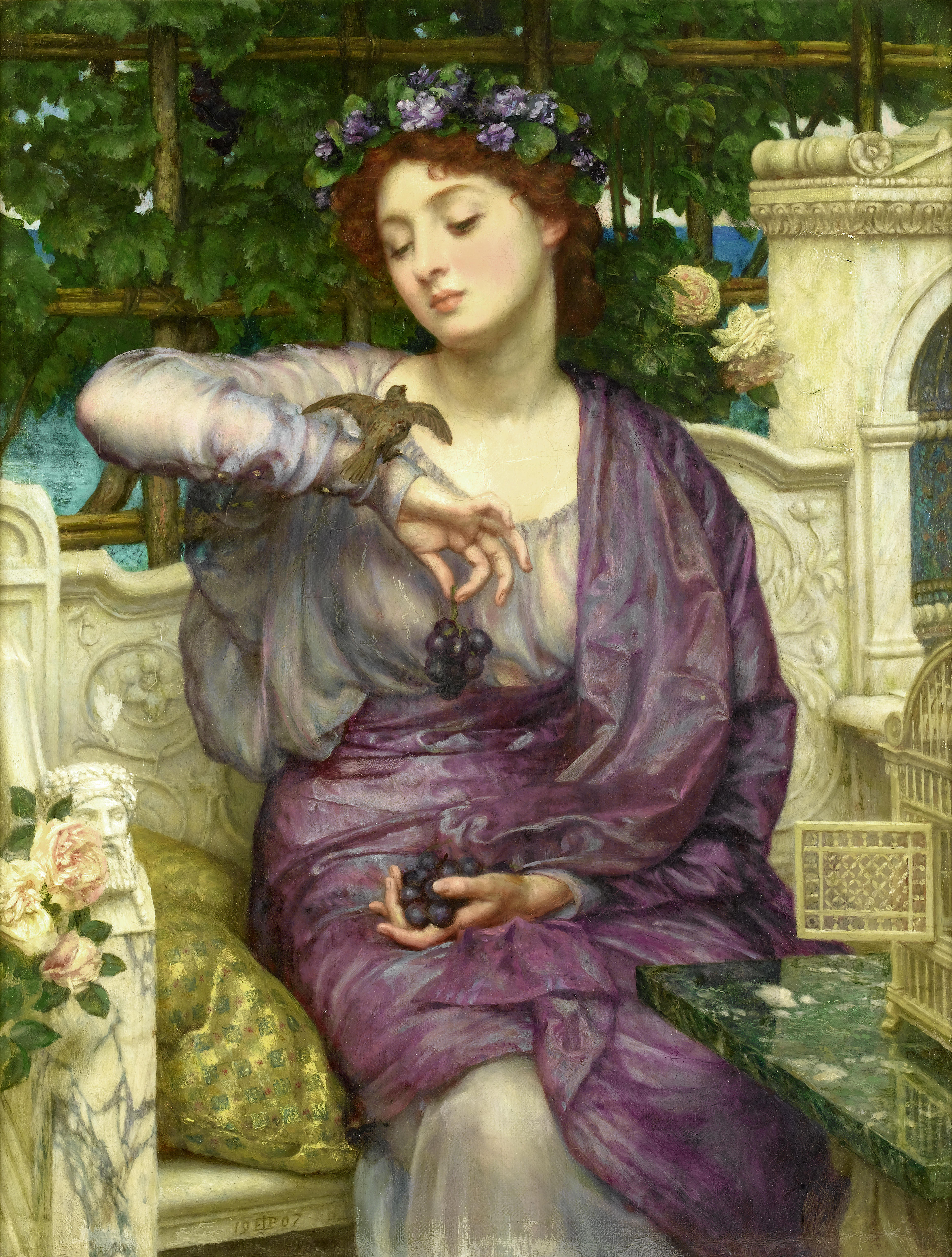
Lesbia y su gorrión (Catullus 2), de Sir Edward John Poynter

Lesbia fue el seudónimo literario utilizado por el poeta romano Cayo Valerio Catulo (c. 82-52 a. C.) para referirse a su amante. Tradicionalmente se ha identificado a Lesbia con Clodia, la esposa de Quinto Cecilio Metelo Céler y hermana de Publio Clodio Pulcro; su conducta y motivos son difamados en el discurso Pro Caelio del orador romano Cicerón, pronunciado en el año 56 a. C.

## Visión de conjunto
Lesbia aparece como el tema principal de 25 de los 116 poemas sobrevivientes de Catulo, que muestran una amplia gama de emociones (véase Catulo 85), desde el amor tierno (p. ej., Catulo 5, Catulo 7), hasta la tristeza y la desilusión (p. ej. Catulo 72), y hasta el amargo sarcasmo (p. ej. Catulo 8), siguiendo el curso a menudo inestable de la relación de Catulo y su amante.
El nombre evoca a la poetisa Safo, originaria de la isla de Lesbos. El poema 35 de Catulo que celebra a su amigo poeta Cecilio de Como también menciona la devoción de la novia de Cecilio, a quien se le rinde un notable tributo como «niña más culta que la musa de Safo» (versos 16-17: Sapphica puella / musa doctior). Bien podría referirse a la Lesbia de Catulo antes de que se convirtiera en su propia amante.
Puede ser de importancia el que un poema que parece un envoi (poema dedicatorio) a Lesbia (Catulo 11) esté escrito en la métrica sáfica; el único otro poema de la colección compuesto en tal métrica es el 51, que podría ser el primer poema escrito para ella. Lo que hace que esto sea más probable es que el poema es una elegante traducción de un poema de Safo misma, que aún se preserva.
Es posible que Lesbia haya sido poetisa por derecho propio, incluida junto con Catulo en una lista de poetas famosos cuyos amantes «a menudo» les ayudaban a escribir sus versos. El nombre Lesbia fue escogido por varias razones, entre ellas su coincidencia métrica con su nombre real. El orador Apuleyo de Madaura, del siglo II d. C., entregó una lista de cuatro de tales identidades en la corte, para defenderse del cargo de ocultar nombres bajo un alias:
- La Lesbia de Catulo: Clodia
- La Perilla de Ticida: Metela
- La Cintia de Properci : Hostia
- La Delia de Tibulo: Plania

Se cree que la información de Apuleyo provino del de poetis de Suetonio, o de la fuente más importante de Suetonio, una obra sobre poetas del período republicano tardío y augusto de Cayo Julio Higino.

## Galería

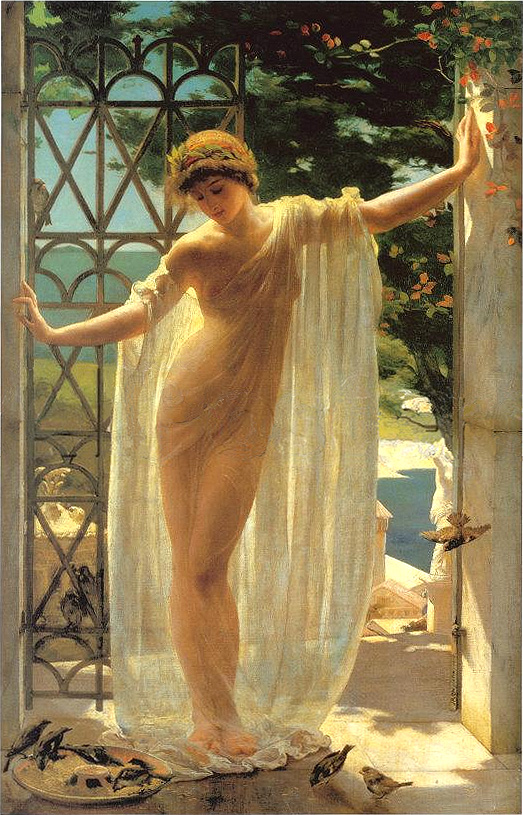
Lesbia de John Reinhard Weguelin, 1878
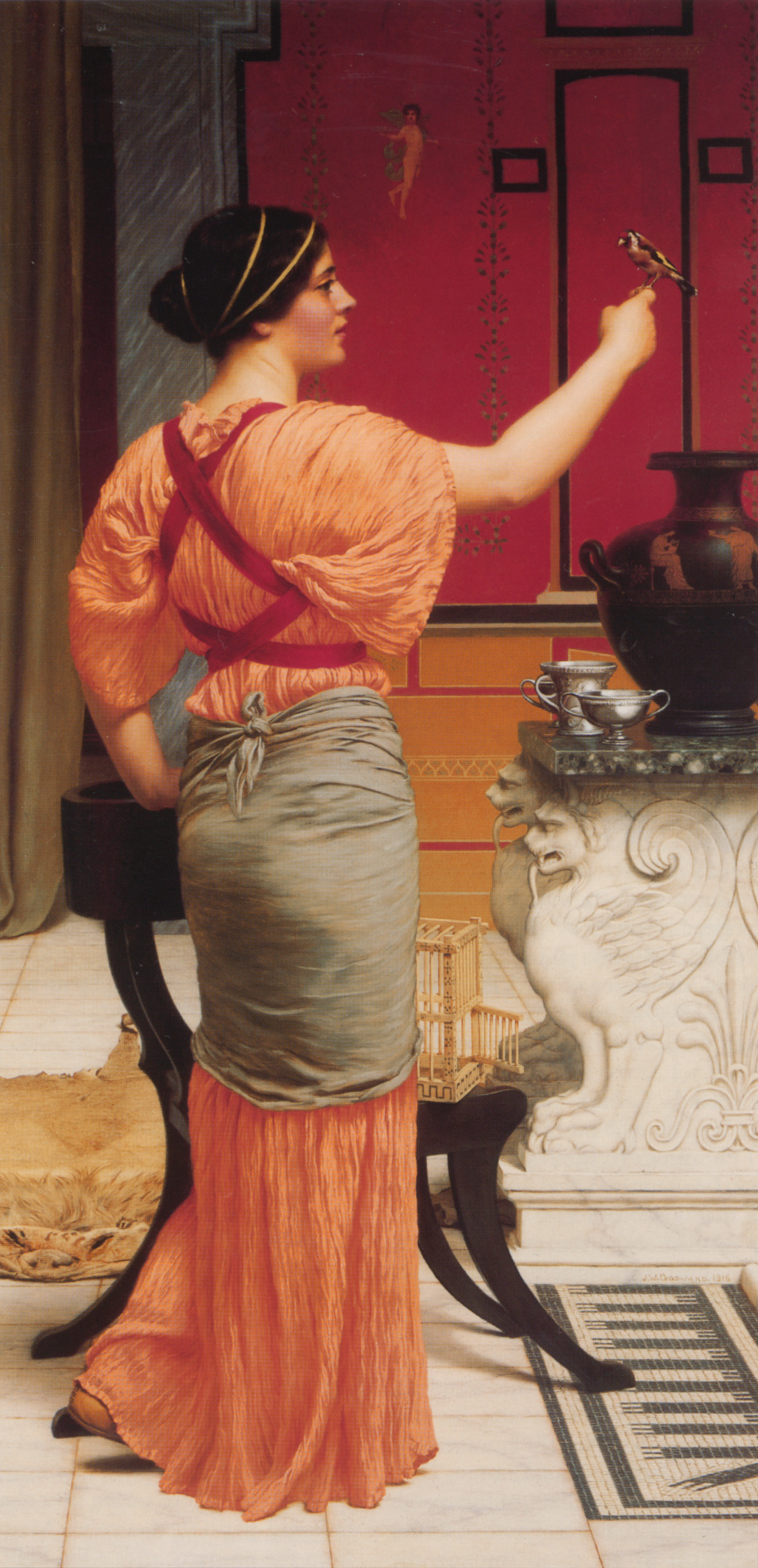
Lesbia con su gorrión de John William Godward, 1916
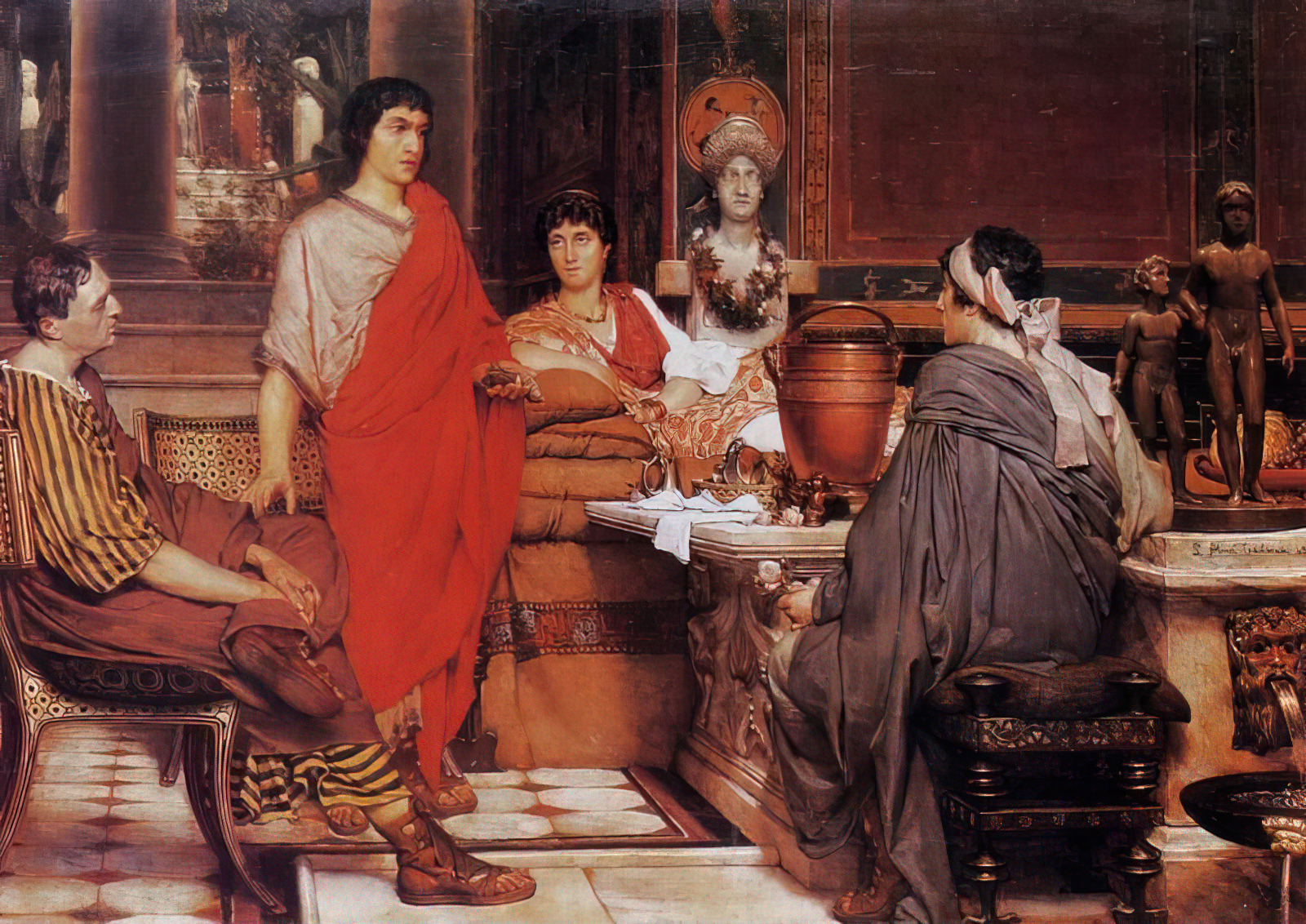
Catulo en casa de Lesbia de Lawrence Alma-Tadema, 1865
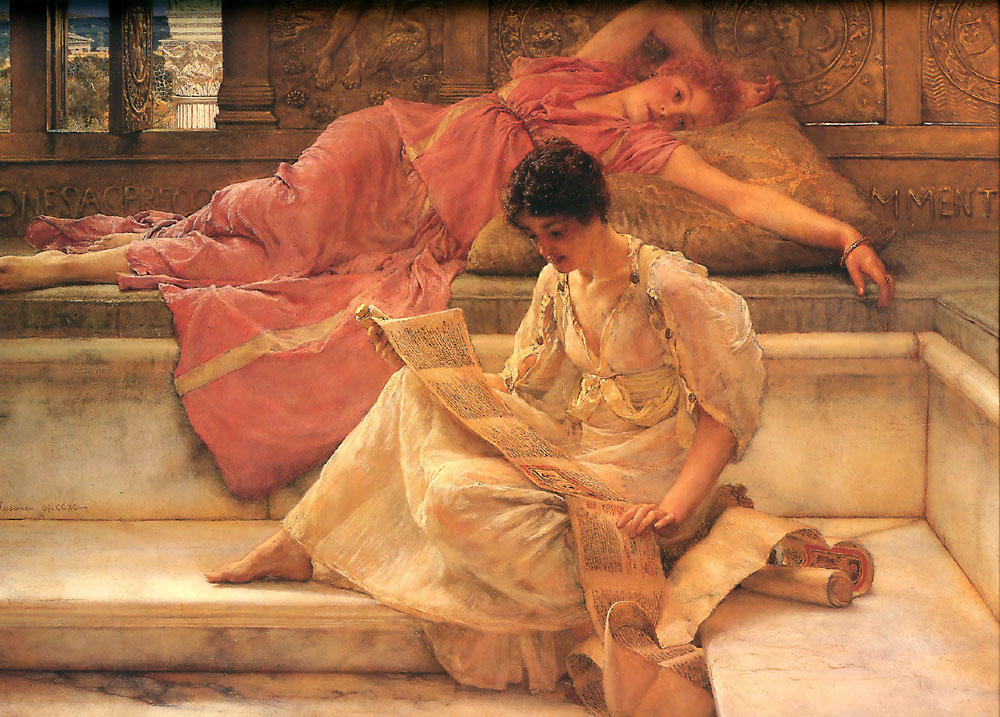
Poetisa favorita de Lawrence Alma-Tadema, 1888
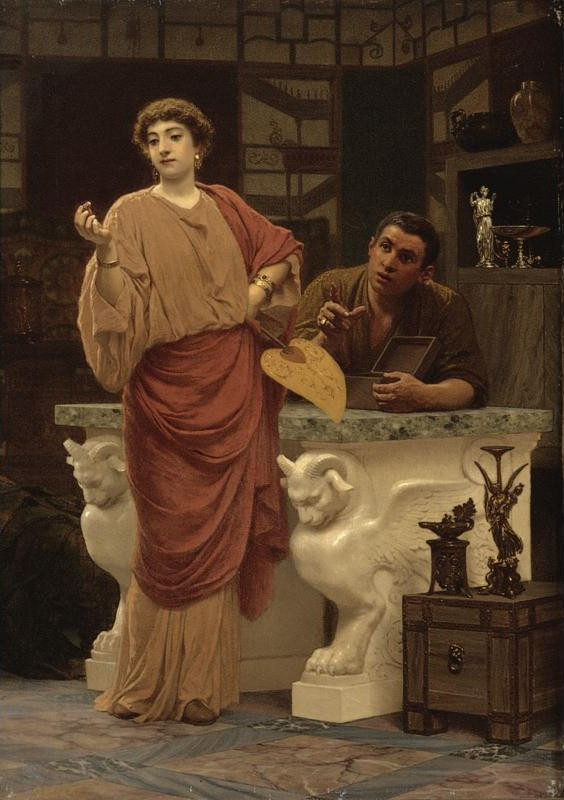
Una pequeña joya de Stefan Bakałowicz
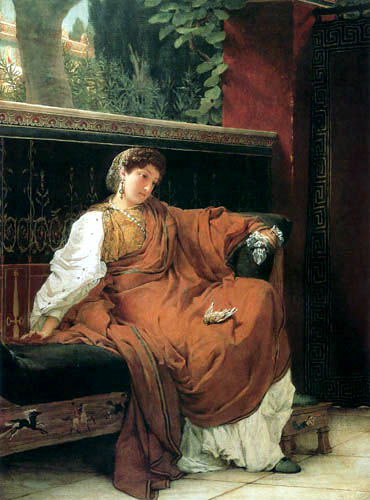
Lesbia y gorrión de Lawrence Alma-Tadema, 1886
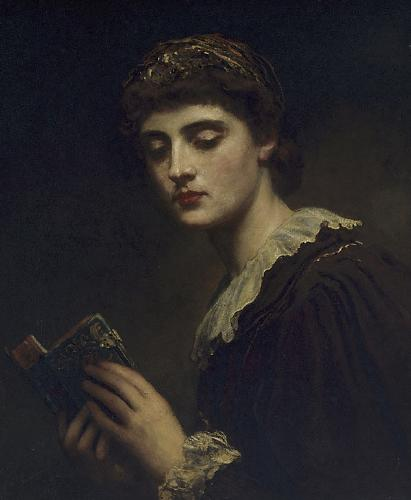
Lesbia de James Sant, 1884

### Citas
1. ↑  Sidonius Apollinaris Epistulae 10.6: often Corinna completed a line of verse with her Naso, Lesbia with Catullus, etc.
2. ↑  Apologia 10
3. ↑  Wiseman 1974: 104